# Людвіково (Плоцький повіт)
Людвіково (пол. Ludwikowo) — село в Польщі, у гміні Стара Біла Плоцького повіту Мазовецького воєводства.
Населення — 251 особа (2011).
У 1975-1998 роках село належало до Плоцького воєводства.

## Демографія
Демографічна структура станом на 31 березня 2011 року:
|          | Загалом | Допрацездатний вік | Працездатний вік | Постпрацездатний вік |
| -------- | ------- | ------------------ | ---------------- | -------------------- |
| Чоловіки | 134     | 29                 | 99               | 6                    |
| Жінки    | 117     | 30                 | 80               | 7                    |
| Разом    | 251     | 59                 | 179              | 13                   |